# إينو لينو
إينو لينو (Eino Leino؛ بالتامو، 6 يوليو 1878 - توسولا، 10 يناير 1926) شاعر وصحافي فنلندي، يعتبر أحد رواد الشعر الفنلندي. جمعت قصائده بين العناصر الحديثة و التراثية الفنلندية. يشابه أسلوب الكثير من أعماله الكاليفالا والأغاني الشعبية. الطبيعة و الحب و اليأس هي مواضيع متكررة في أعمال لينو. محبوب يقرأ له على نطاق واسع في فنلندا اليوم.

## النشأة
ولد إينو لينو باسم أرماس إينار ليوبولد لونبوهم في بالتامو وكان الابن السابع و الأصغر في عائلة مكونة من عشرة أطفال. وكان والد لينو قد غير لقب العائلة من موستونن إلى لونبوهم ليرتقي في حياته المهنية.
نشر لينو قصيدته الأولى في 12 و ، 18 من العمر ، وهو مجموعة من القصائد وكذلك ، Maaliskuun lauluja.

## مسيرة الكتابة
في وقت مبكر من حياته المهنية وكان إينو لينو يحبوباً و مـُشاداً به كثيراً في صفوف النقاد. انضم إلى الأوساط الأدبية والصحفية ، وأصبح عضوا في دائرة الشباب الفنلندي. من بين أصدقاء لينو الفنان بكا هالونن و أوتو مانينن الذي ذاع صيته كشاعر ومترجم.
بعد الحرب الأهلية الفنلندية ، انهارت عقيدة لينو المثالية عن الوحدة الوطنية ، و ضعف ثأثيره كصحفي و مجادل. منح معاش تقاعد كاتب من الدولة في 1918 في سن الأربعين. رغم إنتاجه بغزارة ، كانت لديه مشاكل مالية وتدهورت حالته الصحية. «الحياة هي دائماً صراع مع القوى الأبدية» ، قالها لينو في رسالة في عام 1925 إلى صديقه برتل غريبنبيرغ.
نشر لينو أكثر من 70 كتاباً من دواوين وقصص. أكثرها شهرة هي المجموعتين الشعريتين Helkavirsiä (عامي 1903 و 1916) ، وقد استخدم فيهما الأساطير الفنلندية والفولكلور على نطاق واسع. وبالإضافة إلى ذلك ، كان لينو أول من ترجم في فنلندا الكوميديا الإلهية لدانتي إلى اللغة الفنلندية.
تزوج لينو ثلاث مرات و رُزق بابنة واحدة تدعى هيلكا. توفي سنة 1926 عن عمر يناهز ال 47.

## روابط خارجية
- إينو لينو على موقع IMDb (الإنجليزية)
- إينو لينو على موقع الموسوعة البريطانية (الإنجليزية)
- إينو لينو على موقع ميوزك برينز (الإنجليزية)
- إينو لينو على موقع أول ميوزيك (الإنجليزية)
- إينو لينو على موقع ديسكوغز (الإنجليزية)